# Vowpal Wabbit
Vowpal Wabbit (afgekort VW) is een command-line-interface- of CLI-programma en een bibliotheek (Engels: library) met algoritmes voor automatisch leren.

## Over het programma
Vowpal Wabbit werd ontwikkeld door kunstmatige intelligentie wetenschapper John Langford, eerst bij Yahoo! Research en daarna bij Microsoft Research. Het programma is beschikbaar onder een BSD-licentie. De naam 'Vowpal Wabbit' was geïnspireerd op de spraakstoornis van Elmer Fudd. Op deze manier zou Elmer het Engelse woord 'Vorpal Rabbit' uitspreken.

## Kenmerken
Kenmerkend voor Vowpal Wabbit is de schaalbaarheid, snelheid en efficiëntie. De volgende factoren dragen hieraan bij:
- Gecompileerde C++-code
- De hash-truuk (Engels: hashing trick)
- Support voor multithreading
- Out-of-core online machinaal leren, hierbij hoeft niet alle data in het geheugen te worden geladen.

## Programmafuncties
Vowpal Wabbit biedt ondersteuning voor een ruim aantal algoritmes en leermethodes, waaronder:
- Problemen uit machinaal leren, zoals: classificatie, regressie en actief leren
- Algoritmes voor automatisch leren, zoals: OLS regressie, neurale netwerken, SEARN (Search and learn) en LDA
- Verliesfuncties (Engels: loss functions), zoals: quantile regressie, logistische regressie[9] en kwadratische fout (Engels: squared error)
- Optimalisatie algoritmes, zoals: BFGS, geconjugeerde gradiënten en stochastische gradiënten (SGD)
- Regularisatie, zoals: L1-regularisatie en L2-regularisatie[10]